# Holly Dale
Pour les articles homonymes, voir Dale.
Holly Dale est une réalisatrice, productrice, monteuse, scénariste et actrice canadienne née le 23 décembre 1953 à Toronto (Canada).

## Filmographie

### Comme réalisatrice

#### Cinéma
- 1976 : Cream Soda
- 1977 : Thin Line
- 1978 : Minimum Charge No Cover
- 1981 : P4W Prison for Women
- 1984 : Hookers on Davie
- 1988 : Calling the Shots
- 1989 : Dead Meat
- 1995 : Blood & Donuts

#### Télévision
- 1994 : Side Effects (série télévisée)
- 1994 : Heritage Series, Agnes Macphail (série télévisée)
- 1996 : Dangerous Offender: The Marlene Moore Story (TV)
- 1997 : Exhibit A: Secrets of Forensic Science (série télévisée)
- 1998 : First Wave ("First Wave") (série télévisée)
- 1999 : The City (série télévisée)
- 1999 : Amazon (série télévisée)
- 2001 : En quête de justice (Just Cause) (série télévisée)
- 2002 : Jeremiah ("Jeremiah") (série télévisée)
- 2004 : Le Messager des ténèbres (The Collector) (série télévisée)
- 2010 : Porkchop Sandwiches (série télévisée)
- 2011 : Falling Skies (série télévisée)

### Comme productrice
- 1977 : Thin Line
- 1978 : Plague
- 1981 : P4W Prison for Women
- 1988 : Calling the Shots

### Comme monteuse
- 1976 : Point of No Return
- 1977 : Thin Line
- 1981 : P4W Prison for Women
- 1984 : Hookers on Davie

### Comme scénariste
- 1988 : Calling the Shots

### Comme actrice
- 1977 : L'Invasion des soucoupes volantes (Starship Invasions) : TV Interviewee